# Carlos Acosta (strzelec)
Carlos Acosta (ur. 2 kwietnia 1908, zm. 2 listopada 1968) – meksykański strzelec, olimpijczyk.
Startował na igrzyskach olimpijskich w 1936 roku (Berlin). Wystąpił tylko w konkurencji strzelania z pistoletu szybkostrzelnego z odległości 25 m, w której nie został sklasyfikowany.